# Zine El Abidine Ben Ali
Zine El Abidine Ben Ali (àrab: زين العابدين بن علي, Zīn al-ʿĀbidīn ibn ʿAlī) (Hammam Sousse, 3 de setembre de 1936 – Jiddah, 19 de setembre de 2019) va ser un polític tunisià, president de Tunísia entre el 7 de novembre de 1987 i el 14 de gener de 2011, quan va ser deposat per la Primavera Àrab.
Després d'estudiar enginyeria electrònica, va dedicar els seus esforços a la carrera militar, rebent formació a l'acadèmia militar francesa de Saint-Cyr i més tard, la Senior Intelligence School de Fort Holabird dels Estats Units, i acabà sent nomenat Director General de Seguretat el 1958. Durant els conflictes dels anys 70 amb els sindicats, va ser qui va dirigir les actuacions militars del govern en la repressió. Va ser ambaixador a Polònia, ministre i primer ministre amb Habib Burguiba, el qual va deposar en un cop d'estat el 1987, assumint la presidència del país el 7 de novembre i governant de forma dictatorial durant 24 anys.
Va ser reelegit per última vegada el 25 d'octubre del 2009 obtenint el 89,62% dels sufragis, en unes eleccions amb tots els partits d'esquerra i islàmics prohibits.
Després d'unes setmanes de revolta popular contra el règim, la corrupció i el nepotisme, iniciada després de l'autoimmolació del jove Mohamed Bouazizi, com a protesta, i que es visqué en els mesos de desembre i gener amb un balanç d'almenys 117 morts, Ben Ali abandonà el càrrec el 14 de gener de 2011, fugint a l'Aràbia Saudita, on va viure els darrers anys de la seva vida.